# La Fille de Nathalie
La Fille de Nathalie est une chanson française de Gilbert Bécaud sortie en 1983. Elle a été écrite par Pierre Delanoë et composée par Gilbert Bécaud.

## Présentation
Dix-neuf ans après les évènements relatés dans Nathalie, cette chanson parle de ce que l'enfant né de l'amour du touriste et du guide écrit à son père.